# Castra Martis

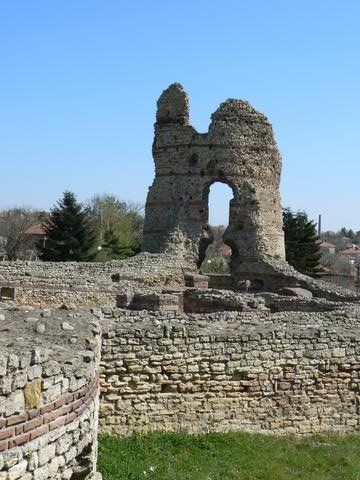
Le fort de Castra Martis

Castra Martis était un castrum romain, sur l'emplacement duquel se trouve la ville actuelle de Koula (Bulgarie).

## Fouilles archéologiques
Les fouilles archéologiques ont révélé la présence initiale d'un village remontant au Ier millénaire av. J.-C. Après la conquête romaine de la région, au début du Ier siècle, un petit village traco-romain se développa dans la province de Mésie.

## Histoire
Après le retrait d'Aurélien de la Dacie transdanubienne, un fort fut fondé à la fin du IIIe siècle, au début du IVe siècle, dans la province de Dacie ripuaire. Il s'élevait au sommet de la pente abrupte qui surplombe le défilé au fond duquel coule la rivière Voïnichka. Ce petit castrum était de forme carrée (40x40 mètres), avec des murs de 2,20 mètres d'épaisseur et dans chaque angle s'élevait une puissante tour ronde (12,5 mètres de diamètre). Il était typique des fortifications élevées, à l'époque de Dioclétien, dans les zones frontalières. Castra Martis faisait partie des équipements défensifs de la frontière danubienne de l'Empire romain : il protégeait l'importante voie romaine pour Singidium (Belgrade). En 408, les Huns, conduits par Uldin, passèrent le Danube et leurs auxiliaires Skires prirent le contrôle du fort aux dépens de l'Empire romain d'Orient. L'année suivante, les armées d'orient chassent les Skires de Castras Martis puis rejettent Uldin au nord du Danube.
L'empereur Justinien Ier renforça Castra Martis en lui adjoignant une enceinte en forme de quadrilatère irrégulier, défendu par 7 tours polygonales. Le site faisait partie d'un système défensif (limes) protégeant les régions danubiennes contre les incursions des Slaves. Le bâtiment central se composait de 12 pièces et, au milieu de celui-ci, se trouvait un puits recouvert de grandes briques carrées.
Kastra Martis fut détruite lors des incursions Avares de 586-587 et abandonnée.
Les fortifications furent partiellement reconstruites et utilisées, au XIIIe siècle et XIVe siècle, lors de la défense du Royaume de Vidin.